# バハイ国際共同体
バハイ国際共同体（バハイこくさいきょうどうたい、Baháʼí International Community、英語の頭文字をとって、BICとも表記される）は、バハイ信教のメンバーを代表する国際非政府組織（NGO）である。

## 解説
1948年3月に国連に初めて加盟し、現在180以上の国と地域に加盟している。ミルドレッド・モッタヘデによると、ヒルダ・イェンがバハイ国際共同体(これ以降、BICと表記)設立の中心人物であったという。モッタヘデは、1970年に死去したイェンの功績を次のように強調した。「この高貴な女性は、国際的な分野におけるバハイ信教の発展において重要な役割を果たし、彼女の努力によってバハイは国連との活動を開始した」 モッタヘデは、彼女のために追悼文を書いた。
BICは、「人間存在の自然な状態として、和合が現れるような条件を作り出すことによって世界平和を促進する」 ことを目指しており、統合された持続可能な文明を発展させるために、バハイ信教の教えに由来する原則を促進し、適用している。 BICは、人権の向上、女性の地位の向上、普遍的な教育、正しい経済発展の促進、環境保護、世界市民としての自覚などについても取り組んでいる。 その目的を達成するために、各国政府、国連、その他の政府間組織や非政府組織と協力している。。1970年5月には国際連合経済社会理事会（ECOSOC）と、1976年には国際連合児童基金（UNICEF）との協議資格を得た　その後、1989年に世界保健機関(WHO)と協力関係を結び、国際連合婦人開発基金（UNIFEM）や国際連合環境計画（UNEP）など、さまざまな国連の機関や事業とも協力関係を結んでいる。また、BICは他の様々な国連機関と共同開発プログラムを実施しており、2000年の国連ミレニアムフォーラムでは、あるバハイがサミットで唯一の非政府機関の講演者として招待された。
BICは、ニューヨークとジュネーブの国連事務所に事務局を置き、アディスアベバ、バンコク、ナイロビ、ローマ、サンティアゴ、ウィーンの国連地域委員会および他の事務所に代表を置いている。 近年、国連事務所の一部として、環境事務所と女性の地位向上事務所が設立された。また、イスラエルのハイファにあるバハイ世界本部を拠点とする外務局も存在し、バハイ信教に関する情報を発信し、四半期に一度のニュースレターであるOne Country「ひとつの国」を発行している。 2009年3月4日、バハイ国際共同体は、イランの最高司法権長のアヤトラ・コルバン＝アリ・ドーリ＝ナジャファバディに対して、イランのバハイの行政事務に関する彼の発言について、公開書簡を発表した。